# Reducciones con hidrosilanos
Las reducciones con hidrosilanos son métodos utilizados para hidrogenaciones e hidrogenólisis de compuestos orgánicos. El enfoque es un subconjunto de hidrogenaciones iónicas. En este método particular, el sustrato se trata con un reactivo de hidrosilano y un auxiliar, a menudo un ácido fuerte, lo que resulta en una transferencia formal de hidruro de silicio a carbono.. Este estilo de reducción con hidrosilanos disfruta de aplicaciones diversas especializadas.

## Alcance

### Desoxigenación de alcoholes y haluros
Algunos alcoholes se reducen a alcanos cuando se tratan con hidrosilanos en presencia de un fuerte ácido de Lewis. Los ácidos Brønsted también se pueden usar. Los alcoholes terciarios sufren una reducción fácil utilizando el eterato de trifluoruro de boro como el ácido de Lewis. Los alcoholes primarios requieren un exceso de silano, un ácido de Lewis más fuerte y largos tiempos de reacción.
Los reordenamientos esqueléticos a veces se inducen. Otra reacción lateral es el ataque nucleofílico de la base conjugada en el carbocatión intermedio. En las reducciones de organosilano de sustratos que llevan grupos prostereogénicos, la diastereoselectividad a menudo es alta. La reducción del diastereómero de 2-fenil-2-norbornanol conduce exclusivamente al diastereómero endo de 2-fenilnorbornano. Ninguno de los exo diastereómero se observó.
Los alcoholes alílicos pueden desoxigenarse en presencia de alcoholes terciarios cuando el perclorato de litio etéreo se emplea como fuente de Li+.
Las reducciones de haluros y triflatos de alquilo dan rendimientos más pobres en general que las reducciones de los alcoholes. Se requiere un ácido de Lewis o uno de Brønsted.

### Reducción de carbonilos
Aldehídos y cetonas
Se pueden emplear hidrosilanos poliméricos, como el polimetilhidrosiloxano (PHMS) para facilitar la separación de los productos reducidos de los subproductos que contienen silicio.
Las reducciones enantioselectivas de las cetonas se pueden lograr mediante el uso de cantidades catalíticas de complejos de metales de transición quiral. En algunos casos, el metal de transición simplemente sirve como un ácido de Lewis que coordina con el oxígeno de cetona; Sin embargo, algunos metales (más notablemente de cobre) reaccionan con los hidrosilanos para proporcionar intermedios de hidruro metálico, que actúan como el agente reductor activo.
En presencia de catalizador de rodio 1 y tricloruro de rodio, la 2-fenilciclohexanona se reduce sin diastereoselectividad sino enantioselectividad alta.
Ésteres
Los ésteres pueden reducirse a alcoholes en condiciones de activación nucleofílica con cesio o fluoruro de potasio.
Los aldehídos sufren hidrosililación en presencia de hidrosilanos y fluoruro. Los éteres de sililo resultantes pueden hidrolizarse con ácido clorhídrico 1 M. Los rendimientos óptimos de la hidrosililación se obtienen cuando la reacción se lleva a cabo en solventes muy polares.
| {\displaystyle {\ce {{\mathit {n}}-C10H21CHO}}+{\color {Blue}{\ce {PhMe2Si}}}{\ce {H->[{\ce {TBAF}}][{\ce {rt}}]{\mathit {n}}-C10H21CH2O}}{\color {Blue}{\ce {SiMe2Ph}}}} | \| \| \| \| \| \| \| \| | (13) |
| |                         |      |
| |                         |      |

{\displaystyle {\begin{array}{lr}{\ce {Solvente}}&{\ce {Rendimiento}}(\%)\\\hline {\ce {CH2Cl2}}&1\\{\ce {THF}}&9\\{\ce {Me2NCOH}}&56\\{\ce {DMPU}}&89\\{\ce {HMPA}}&91\end{array}}}

### Reducción de los enlaces C=C
Los hidrosilanos pueden reducir los dobles enlaces 1,1 disustituidos que forman carbocataciones terciarias estables tras la protonación. Los enlaces dobles trisUnsubstituidos pueden reducirse selectivamente en presencia de alquenos 1,2-disustituidos o monosubstituidos.
Los compuestos aromáticos pueden reducirse con TFA y trietilsilano. Los furanos sustituidos se reducen a derivados de tetrahidrofurano con alto rendimiento.
Una síntesis de (+)-Estrona se basa en la reducción selectiva de hidrosilano de un alqueno conjugado como un paso clave. El carbonilo de cetona y el doble enlace aislado no se ven afectados por las condiciones que se muestran.

### Escisión de éter
Los acetales, cetales y aminales se reducen en presencia de hidrosilanos y ácido. La reducción selectiva del sitio de acetales y cetales cuyos oxígenos son inequivalentes; el ejemplo a continuación se usa en una síntesis de tamiflu.
Otros grupos funcionales que se han reducido con hidrosilanos incluyen amidas, ésteres α,β insaturados enaminas, iminas, y azidas.